# Đồng Đăng
Đồng Đăng è una città situata nel distretto di Cao Lộc, provincia di Lạng Sơn, nel Vietnam settentrionale. È nota per essere una delle città di frontiera sul confine tra Vietnam e Cina. Si trova sulla Strada nazionale 1 ed è il capolinea della ferrovia Hanoi-Đồng Đăng.
La città e la stazione ferroviaria si trovano a pochi chilometri di distanza dalla frontiera, nota come Passo dell'Amicizia. È uno dei tre principali collegamenti via terra con la Cina, insieme a Móng Cái-Dongxing, sulla costa, e a Lào Cai-Hekou, 150 chilometri a nordovest.

## Storia
Nel 1885 in città si svolse la battaglia di Đồng Đăng, parte della guerra franco-cinese e conclusasi con una vittoria francese.
Nel settembre 1940 un gruppo di ufficiali giapponesi, contravvenendo a un accordo firmato il 22 il del mese, attaccò la città e assediò Lang Sơn, dando inizio all'occupazione giapponese dell'Indocina francese. Nel marzo 1945 i giapponesi attaccarono nuovamente e la città fu teatro dei combattimenti più cruenti seguiti al colpo di stato di marzo. Una compagnia di fucilieri tonkinesi e una batteria di artiglieria coloniale riuscirono a bloccare l'avanzata giapponese per tre giorni, prima di venire sopraffatti.
Nel 1979 la città fu di nuovo teatro di aspri combattimenti durante la guerra sino-vietnamita.
Nel febbraio 2016 Đồng Đăng è stata riconosciuta come città di IV livello.